# Leiopus stillatus
Leiopus stillatus là một loài bọ cánh cứng trong họ Cerambycidae.